# Mrs. America
Mrs. America es una miniserie de televisión web de drama histórico estadounidense producida por FX y lanzada originalmente para Hulu como parte de FX on Hulu. La miniserie fue creada y coescrita por Davhi Waller y dirigida por Anna Boden y Ryan Fleck, Amma Asante, Laure de Clermont-Tonnerre y Janicza Bravo. La miniserie fue protagonizada por Cate Blanchett, Rose Byrne, Uzo Aduba, Elizabeth Banks, Margo Martindale, John Slattery, Tracey Ullman y Sarah Paulson. Se estrenó el 15 de abril de 2020 y finalizó el 27 de mayo de 2020, con 9 episodios.

## Sinopsis
Ambientada en la década de los 70, se enfoca en el movimiento para ratificar la Enmienda de Igualdad de Derechos y la reacción conservadora liderada por Phyllis Schlafly. Desde la perspectiva de las feministas de la segunda ola Gloria Steinem, Betty Friedan, Shirley Chisholm, Bella Abzug y Jill Ruckelshaus, se explora cómo se formó la Mayoría Moral y su impacto en el panorama político estadounidense. El personaje de Sarah Paulson, Alice Macray, fue creado específicamente para la serie.

## Elenco

### Principal
- Cate Blanchett como Phyllis Schlafly
- Rose Byrne como Gloria Steinem
- Sarah Paulson como Alice Macray
- Margo Martindale como Bella Abzug
- Uzo Aduba como Shirley Chisholm
- Elizabeth Banks como Jill Ruckelshaus
- Tracey Ullman como Betty Friedan
- John Slattery como Fred Schlafly

### Recurrente
- Kayli Carter como Pamela
- Ari Graynor como Brenda Feigen
- Melanie Lynskey como Rosemary Thomson
- James Marsden como Phil Crane
- Jeanne Tripplehorn como Eleanor Schlafly
- Niecy Nash como Flo Kennedy
- Olivia Scriven como Liza Schlafly
- Bria Henderson como Margaret Sloan-Hunter

## Episodios
| N.º | Título                           | Dirigido por               | Escrito por                    | Fecha de lanzamiento original | Código de prod. |
| --- | -------------------------------- | -------------------------- | ------------------------------ | ----------------------------- | --------------- |
| 1 | «Phyllis»                        | Anna Boden & Ryan Fleck    | Dahvi Waller                   | 15 de abril de 2020           | 101             |
| Phyllis Schlafly, defensora conservadora de Barry Goldwater y eterna candidata al Congreso, se abstiene de volver a presentarse en medio de un montón de acoso por parte de sus colegas masculinos y la falta de apoyo de su esposo Fred. En su lugar, se lanza a una nueva campaña: impedir que la Enmienda de Igualdad de Derechos sea ratificada en 38 estados. |                                  |                            |                                |                               |                 |
| 2 | «Gloria»                         | Anna Boden & Ryan Fleck    | Dahvi Waller                   | 15 de abril de 2020           | 102             |
| Gloria Steinem canaliza su reputación como jefa de redacción de la revista Ms. para liderar la lucha por los derechos de la mujer como cofundadora de la Asamblea Política Nacional de Mujeres, incluyendo el aborto y la igualdad de remuneración, mientras que Schlafly utiliza su campaña de base para detener la ratificación de la ley ERA en su estado natal de Illinois. |                                  |                            |                                |                               |                 |
| 3 | «Shirley»                        | Amma Asante                | Tanya Barfield                 | 15 de abril de 2020           | 103             |
| Shirley Chisholm, congresista afroamericana y candidata a la presidencia, promete permanecer en la carrera por la nominación en la Convención Nacional Democrática de 1972, mientras que Steinem presiona por el derecho al aborto con otros candidatos. Mientras tanto, Schlafly lucha por hacer de la recién nombrada campaña Stop ERA una convención nacional, a la vez que suaviza los matices raciales de los miembros de los estados del sur. |                                  |                            |                                |                               |                 |
| 4 | «Betty»                          | Amma Asante                | Boo Killebrew                  | 22 de abril de 2020           | 104             |
| Betty Friedan, autora de la mística de la feminidad y fundadora de la Organización Nacional para la Mujer (ONM), desafía a Schlafly a un debate sobre la ERA en contra de los consejos de Steinem y ONM. Durante el debate, Friedan parece estar ganando, hasta que Schlafly se consigue ponerse en su piel y Friedan la ataca. |                                  |                            |                                |                               |                 |
| 5 | «Phyllis & Fred & Brenda & Marc» | Laure de Clermont-Tonnerre | Micah Schraft & April Shih     | 29 de abril de 2020           | 105             |
| La pareja feminista de Brenda y Marc Feigen-Fasteau aceptan el embarazo de Brenda y su experimentación con otra mujer mientras debaten la pareja tradicional de Fred y Phyllis Schlafly, que aceptan la campaña de Phyllis y regresan a Harvard a estudiar abogacía. Durante el debate, Phyllis trata de citar un caso para reforzar su posición, pero es destruida por Brenda, que se da cuenta de que el caso es una completa invención. |                                  |                            |                                |                               |                 |
| 6 | «Jill»                           | Laure de Clermont-Tonnerre | Sharon Hoffman                 | 6 de mayo de 2020             | 106             |
| Jill Ruckelshaus, una republicana pro-ERA y pro-elección, lucha por unificar el partido contra el creciente movimiento anti-Era y pro-Vida de Schlafly en medio de la Convención Nacional Republicana de 1976. Tanto Jill como Bill Ruckelshaus esperan a que Gerald Ford nombre a Bill como su compañero de fórmula para la vicepresidencia, y luego se decepcionan cuando descubren que Ford ha elegido a Bob Dole en su lugar. Chisholm intenta formar un comité que aborde el acoso sexual entre los congresistas y sus empleadas, para disgusto de Bella Abzug. Schlafly busca expandir su lista de correo uniendo fuerzas con otra organización que desea impulsar una agenda provida y anti-gay más fuerte. |                                  |                            |                                |                               |                 |
| 7 | «Bella»                          | Anna Boden & Ryan Fleck    | Micah Schraft                  | 13 de mayo de 2020            | 107             |
| Justo después de dar un discurso en un almuerzo, Schlafly es golpeada con un pastel en la cara por un camarero, dañando su ojo izquierdo. Bella Abzug, excongresista y cofundadora de la Asamblea Política Nacional de Mujeres, sale de una elección perdedora en el Senado en 1976 para dirigir la Conferencia Nacional de Mujeres en Houston en noviembre siguiente, mientras que muchas personas contrarias a la ERA están tratando de entrar como delegadas. Al mismo tiempo, Schlafly intenta formar una contrarreunión que tendrá lugar justo después de la conferencia de Houston. |                                  |                            |                                |                               |                 |
| 8 | «Houston»                        | Janicza Bravo              | Dahvi Waller                   | 20 de mayo de 2020            | 108             |
| Sin Schlafly por primera vez, las mujeres de STOP ERA están invitadas a la Conferencia Nacional de Mujeres de 1977 en Houston para defender su causa. Alice se siente abrumada por su entorno, se emborracha y comienza a cuestionar sus propias creencias sobre los derechos de las mujeres, y las tácticas que el grupo STOP ERA está usando para tratar de ganar. |                                  |                            |                                |                               |                 |
| 9 | «Reagan»                         | Anna Boden & Ryan Fleck    | Dahvi Waller & Joshua Griffith | 27 de mayo de 2020            | 109             |
| Carter despide a Abzug como jefa de su Comisión de Derechos de la Mujer, para enojo de Steinem y otros que trabajan con ella. Con el plazo original de ratificación de la ERA ampliado, Schlafly se fija como objetivo continuar luchando contra ella, así como tratar de conseguir un puesto en el gabinete mientras ayuda a Reagan en 1980. Después de ganar, Reagan llama a Schlafly para decirle que aprecia su ayuda, pero que no puede ofrecerle un puesto en su nueva administración porque está demasiado polarizada. |                                  |                            |                                |                               |                 |

## Producción

### Desarrollo
Mrs. America fue creada y coescrita por la escritora ganadora del Premio Emmy, Dahvi Waller, quien previamente había trabajado en programas de televisión como Mad Men y Halt and Catch Fire. El jefe de FX, John Landgraf, se había interesado en la revaluación de los eventos históricos «incrustados en la conciencia colectiva de América» después de que Ryan Murphy originalmente creara la trama de American Crime Story. Landgraf vio a Mrs America y su representación de la batalla en torno a la Enmienda de Igualdad de Derechos como algo que tenía una «relación directa con el clima político en el que nos encontramos hoy en día». También comentó que, «Es algo maravilloso cuando cualquier creador, cualquier locutor puede encontrar ese lugar donde no es tarea ver algo, sin embargo tiene una enorme cantidad de valor artístico o educativo».
Waller dijo que, mientras investigaba y desarrollaba la serie, se dio cuenta de que, en relación con la igualdad de derechos, los Estados Unidos no habían progresado tanto en los últimos 50 años como pensaba inicialmente. Comentó que Mrs. América sirve «como una historia de origen de las actuales guerras culturales - se puede trazar una línea directa desde 1970 hasta hoy a través de Phyllis Schlafly y comprender realmente cómo llegamos a ser una nación tan dividida». Cate Blanchett, trabajó como productora ejecutiva de la serie además de protagonizarla, también se hizo eco del sentimiento y la oportunidad de la serie, diciendo: «En el proceso de desarrollo, como en el caso de Roe contra Wade, hubo preguntas como ‹¿Es esto realmente relevante, realmente necesitamos un episodio entero sobre esto?› Parecía que cada día que pasaba en el proceso de desarrollo y ciertamente durante el rodaje, hasta que en Virginia se debatió la ERA en este momento, se convirtió en Groundhog Day; las discusiones literales que estábamos teniendo durante 1971 y 1972, pasando por la serie estaban constantemente apareciendo en los medios».
Waller también deseaba destacar los inicios del feminismo interseccional dentro de la miniserie a través del personaje de Shirley Chisholm, interpretada por Uzo Aduba. Chisholm fue la primera candidata afroamericana y la primera mujer en la historia en postularse para la Presidencia de los Estados Unidos. Waller comentó, «Una de las grandes cosas de este período es que tienes el nacimiento de muchas cosas, incluyendo el feminismo interseccional y los derechos LGBTQ. En el episodio 3, Shirley es realmente el comienzo del nacimiento del feminismo interseccional, y es un comienzo desordenado. Creo que el movimiento femenino estaba realmente creciendo en este período de tiempo y aprendiendo lecciones».
El 30 de octubre de 2018, se anunció que FX había ordenado la producción de la miniserie. Los nueve episodios de la miniserie fueron escritos por Dahvi Waller, Tanya Barfield, Boo Killebrew, Micah Schraft, April Shih, Sharon Hoffman y Joshua Allen Griffith y fueron dirigidos por Anna Boden y Ryan Fleck, Amma Asante, Laure de Clermont-Tonnerre y Janicza Bravo. Waller también sirvió como productor ejecutivo junto con Stacey Sher, Cate Blanchett, Ryan Fleck, Anna Boden y Coco Francini.
Las primeras imágenes oficiales de la serie se publicaron el 6 de agosto de 2019. En noviembre de 2019, se anunció que la miniserie se estrenaría en Hulu en lugar de FX, como parte de «FX on Hulu». En enero de 2020, se anunció que la miniserie se estrenaría el 15 de abril de 2020.

### Casting
Junto con la orden de la producción de la serie, se anunció que Cate Blanchett sería la protagonista. En mayo de 2019, se anunció que Uzo Aduba, Rose Byrne, Kayli Carter, Ari Graynor, Melanie Lynskey, James Marsden, Margo Martindale, Sarah Paulson, John Slattery, Jeanne Tripplehorn y Tracey Ullman se unieron al elenco de la miniserie. En junio de 2019, se anunció que Elizabeth Banks se había unido al elenco principal, mientras que Bria Henderson se unió al elenco recurrente. En agosto de 2019, se anunció que Niecy Nash se unió al elenco en un papel recurrente. En octubre de 2019, se anunció que Olivia Scriven se unió al elenco en un papel recurrente.

### Rodaje
El rodaje de la serie se tuvo lugar en Toronto, Canadá, desde el 19 de junio de 2019 hasta el 1 de noviembre de 2019.

### Banda sonora
La música para la miniserie fue compuesta por el compositor Kris Bowers. El tema de apertura, «A Fifth of Beethoven», fue elegida por la supervisora musical de la miniserie, Mary Ramos, porque «Representa ambos lados de la historia. Phyllis y sus amigas conservadoras escuchan música clásica la mayor parte del tiempo, así que, combinado con la sensualidad y la libertad de las feministas, todo se resume en una canción - la versión disco de la Quinta de Beethoven».
La miniserie también incluye muchos éxitos de los años 70, incluyendo canciones de Donna Summer, Burt Bacharach, The Kinks, Linda Ronstadt, y The Runaways.

## Lanzamiento

### Distribución
Los primeros tres episodios se estrenaron en Hulu como parte de FX on Hulu el 15 de abril de 2020. En India, se estrenó en Disney+ Hotstar el 16 de abril de 2020. En España, se anunció que se estrenaría el 15 de abril de 2020 en HBO España, pero, debido al retraso en el envío de los episodios a causa de la Pandemia por COVID-19, ese mismo día, se anunció que se estrenará el 18 de abril de 2020. En Australia, la serie se estrenó el 21 de abril de 2020 en Fox Showcase de Foxtel, y está disponible bajo demanda a través de sus servicios Foxtel Now y Binge. En Reino Unido, la serie se estrenó en BBC Two y está disponible para ser lanzada en BBC iPlayer a partir del 8 de julio de 2020. En Latinoamérica, tuvo un preestreno el 18 de septiembre de 2020, y se estrenó el 21 de septiembre de 2020 en la App de Fox Premium y en Fox Premium Series.

## Recepción

### Críticas
Gloria Steinem considera que la serie se representa una confrontación engañosa, ya que lo que realmente supuso una dificultad en la lucha feminista de entonces, concretamente en el aspecto legislativo, no fueron el grupo de mujeres de derechas sino el lobby de las aseguradoras. Además, considera que la serie fomenta una idea errónea sobre las discusiones y peleas entre mujeres, presentándolas como las peores enemigas entre sí, además de solo visualizar la lucha por la ERA (Enmienda de Igualdad de Derechos), sin considerar otras luchas de la época. Es decir, "traslada una idea de competencia entre mujeres para 'no obtener nada' ya que ese no es el objeto ni lo fue de la lucha por los derechos feministas".
En Rotten Tomatoes la miniserie tiene un índice de aprobación del 96%, basado en 25 reseñas, con una calificación promedio de 8.37/10. El consenso crítico del sitio dice, «Mrs. America captura la compleja vida y época de Phyllis Schlafly con aplomo y estilo, traída a la vida por un magnífico elenco liderado por otra magistral actuación de Cate Blanchett». En Metacritic, tiene un puntaje promedio ponderado de 87 sobre 100, basada en 26 reseñas, lo que indica «críticas de aclamación universal».
James Poniewozik de The New York Times, elogió la serie, calificándola de «impresionante» y «un mural meticulosamente creado y observado que encuentra el germen de la América contemporánea en el esfuerzo de las mujeres justamente locas». Poniewozik también elogió las actuaciones del elenco, destacando a Cate Blanchett («Su escena final, sin palabras y devastadora, bien podría terminar con Blanchett recibiendo un Emmy en pantalla»), Tracey Ullman («Ullman es un tsunami como Friedan, la franca autora de Mística de la Feminidad »), y Margo Martindale («...un tornado en un sombrero, una fuerza de personalidad picantemente divertida»).
Judy Berman de Time, hizo una crítica positiva de la serie, escribiendo «La creadora Dahvi Waller, cuya historia como escritora para Mad Men y Halt and Catch Fire es evidente en la vívida y compleja descripción del pasado reciente de nuestro país». Berman también elogió a los escritores de la miniserie, afirmando que «Este grado de complejidad moral, política y filosófica es lo que diferencia a Mrs. America de tantas otras dramatizaciones recientes del pasado de los movimientos femeninos».
Inkoo Kang de The Hollywood Reporter, llamó a la serie «un acto de equilibrio tremendamente ejecutado» y declaró que «no se puede negar que Mrs. America hace que la historia cobre vida, en un detalle reflexivo y dolorosamente real», al tiempo que elogiaba las actuaciones del elenco principal.

### Premios y nominaciones
| Año  | Premiación                                                  | Categoría                                              | Nominado(s)                                                                                 | Resultado | Ref.   |
| ---- | ----------------------------------------------------------- | ------------------------------------------------------ | ------------------------------------------------------------------------------------------- | --------- | ------ |
| 2020 | Premios Dorian 2020                                         | Mejor película de televisión o miniserie               | Mrs. America                                                                                | Nominada  | [ 43 ] |
| 2020 | Premios Dorian 2020                                         | Mejor actuación en televisión - Actriz                 | Cate Blanchett                                                                              | Nominada  | [ 43 ] |
| 2020 | Premios Dorian 2020                                         | Premio Wilde Wit                                       | Cate Blanchett                                                                              | Nominada  | [ 43 ] |
| 2020 | Premios Dorian 2020                                         | Mejor actuación de apoyo en televisión - Actriz        | Uzo Aduba                                                                                   | Nominada  | [ 43 ] |
| 2020 | Premios de media temporada de Hollywood Critics Association | Mejor nueva serie de streaming (Drama)                 | Mrs. America                                                                                | Ganadora  | [ 44 ] |
| 2020 | Premios Television Critics Association 2020                 | Programa del año                                       | Mrs. America                                                                                | Nominada  | [ 45 ] |
| 2020 | Premios Television Critics Association 2020                 | Mejores logros en una película o miniserie             | Mrs. America                                                                                | Nominada  | [ 45 ] |
| 2020 | Premios Television Critics Association 2020                 | Logros individuales en el drama                        | Cate Blanchett                                                                              | Nominada  | [ 45 ] |
| 2020 | Premios Primetime Emmy                                      | Mejor serie limitada                                   | Mrs. America                                                                                | Nominada  | [ 46 ] |
| 2020 | Premios Primetime Emmy                                      | Mejor actriz - Miniserie o telefilme                   | Cate Blanchett                                                                              | Nominada  | [ 46 ] |
| 2020 | Premios Primetime Emmy                                      | Mejor actriz de reparto - Miniserie o telefilme        | Margo Martindale                                                                            | Nominada  | [ 46 ] |
| 2020 | Premios Primetime Emmy                                      | Mejor actriz de reparto - Miniserie o telefilme        | Uzo Aduba                                                                                   | Ganadora  | [ 46 ] |
| 2020 | Premios Primetime Emmy                                      | Mejor actriz de reparto - Miniserie o telefilme        | Tracey Ullman                                                                               | Nominada  | [ 46 ] |
| 2020 | Premios Primetime Emmy                                      | Mejor guion                                            | Tanya Barfield                                                                              | Nominada  | [ 46 ] |
| 2021 | Premios de la Crítica Televisiva                            | Mejor miniserie                                        | Mrs. America                                                                                | Nominada  | [ 47 ] |
| 2021 | Premios de la Crítica Televisiva                            | Mejor actriz protagonista en una miniserie o tv movie  | Cate Blanchett                                                                              | Nominada  | [ 47 ] |
| 2021 | Premios de la Crítica Televisiva                            | Mejor actriz de reparto en una miniserie o tv movie    | Uzo Aduba                                                                                   | Ganadora  | [ 47 ] |
| 2021 | Premios de la Crítica Televisiva                            | Mejor actriz de reparto en una miniserie o tv movie    | Margo Martindale                                                                            | Nominada  | [ 47 ] |
| 2021 | Premios de la Crítica Televisiva                            | Mejor actriz de reparto en una miniserie o tv movie    | Tracey Ullman                                                                               | Nominada  | [ 47 ] |
| 2021 | Premios Satellite                                           | Mejor miniserie o telefilme                            | Mrs. America                                                                                | Nominada  | [ 48 ] |
| 2021 | Premios Satellite                                           | Mejor actriz protagonista en una miniserie o telefilme | Cate Blanchett                                                                              | Ganadora  | [ 48 ] |
| 2021 | Premios Satellite                                           | Mejor actriz de reparto en una miniserie o telefilme   | Tracey Ullman                                                                               | Ganadora  | [ 48 ] |
| 2021 | Premio Globo de Oro                                         | Mejor actriz de miniserie o telefilme                  | Cate Blanchett                                                                              | Nominada  | [ 49 ] |
| 2021 | Premio del Sindicato de Actores                             | Mejor actriz de televisión - miniserie o telefilme     | Cate Blanchett                                                                              | Pendiente | [ 50 ] |
| 2021 | Premios del Sindicato de Escritores de Estados Unidos       | Mejor guion original largo                             | Tanya Barfield, Joshua Griffith, Sharon Hoffman, April Shih, Micah Schraff y Dahvi Walkker. | Ganadores | [ 51 ] |